# Połęcze
Połęcze (niem. Polenzhof) – wieś w Polsce położona w województwie warmińsko-mazurskim, w powiecie bartoszyckim, w gminie Bartoszyce. W latach 1975–1998 miejscowość administracyjnie należała do województwa olsztyńskiego.

## Historia
Wieś lokowana w 1385 r. jako służby majątek rycerski. 16 włók ziemi otrzymał Peter Pole. W dokumentach z 1414 r. wieś zapisano pod nazwą Polnen, a w 1492 – Polenshof. W latach 1641–1686 był to folwark miejski. W roku 1889 Połęcze były majątkiem ziemskim, liczącym 279 ha. W okresie władzy hitlerowskiej zmieniono urzędowa nazwę wsi z Polenshof na Polenzhof. 
W 1978 r. we wsi funkcjonowało 28 indywidualnych gospodarstw rolnych o łącznym areale 196 ha. W 1983 r. we wsi były 44 domy z 219 mieszkańcami.
Aktualnie na terenie wsi znajduje się stacja benzynowa z barem, hurtownia kwiatów oraz siedziba Nadleśnictwa Bartoszyce. Można również ujrzeć nieczynną już świetlicę gminną oraz sklep spożywczy.